# 洛龙河
洛龙河，又名小花溪，是中华人民共和国贵州省遵义市道真仡佬族苗族自治县的一条河流。河长26.1公里，流域面积254平方公里，河床比降36‰，年均流量5.88立方米每秒。

## 概况
洛龙河发源于大塘境内的东流河，源头是暗河，由三个主洞的水汇集而成。南流至丁氏坝，汇合南县沟的水流入龙桥，潜入地下，在河夹水洞子再次涌出，流经水石脚，汇合老壁的水向南偏东流经天神塘、抵水坝、桑树坪、黄鳝溪，在小河口注入芙蓉江。洛龙河水流湍急、水质清澈、水温较低。